# أوتاكي (هيروشيما)
أوتاكي هي مدينة تقع في محافظة هيروشيما، اليابان. تبلغ مساحة هذه المدينة 78.57 (كم²)، ويبلغ عدد سكانها 28,729 نسمة حسب إحصاء سنة 2012 م. تأسست المدينة بتاريخ 1 سبتمبر 1954.

## توأمة
لأوتاكي (هيروشيما) اتفاقيات توأمة مع:
- مدينة دوجيانغيان

## أعلام
- هيرونوري ساروتو